# Aegidium minor
Aegidium minor är en skalbaggsart som beskrevs av Renaud Maurice Adrien Paulian 1984. Aegidium minor ingår i släktet Aegidium och familjen Hybosoridae. Inga underarter finns listade i Catalogue of Life.